# Râul Bârlui
Râul Bârlui este un curs de apă, afluent al râului Olteț. 

## Generalități
Afluenții râului Bârlui sunt Bârloaia, Căprița, Pițigoaia și Bârluieț, ca afluenți de stânga, respectiv Printre Câmpuri și Gengea, ca afluenți de dreapta.

## Localități traversate
Localități traversate sunt toate sate, Poiana Mare, Morunești, Bărăști, Bechet, Braneț, Olari, Butoi.

## Hărți, altele
- Comitetul Județean pentru situații de urgență Olt - Planul de Apărare împotriva Inundațiilor - 2006  Arhivat în 11 iunie 2011, la Wayback Machine.
- Trasee turistice - județul Olt